# Asteroscopus alpina
Asteroscopus alpina là một loài bướm đêm trong họ Noctuidae.